# 味蕾

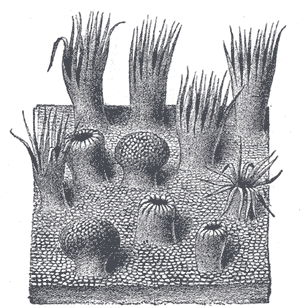
各种不同的舌乳头

味蕾（taste buds）是位於舌頭表面、上顎和會厭表面的微型感覺器官，負責感知食物的味道並將味覺信號傳遞至大腦。人類舌頭上約有10,000個味蕾，主要分布在四種不同的舌乳頭上：菌狀乳頭、絲狀乳頭、葉狀乳頭和輪廓乳頭。每個味蕾呈瓶狀結構，由支持細胞和味覺細胞組成。味蕾能夠識別五種基本味覺：甜、鹹、酸、苦和鮮，其中甜、苦和鮮通過G蛋白偶聯受體識別，而鹹和酸則通過離子通道識別。所有味蕾均可感知所有味道，而非如早期所認為的在舌頭不同區域感知不同味道。味蕾在人類飲食選擇、營養攝取和食物安全方面扮演重要角色。
平均而言，人類的舌頭上有2,000到8,000個味蕾。 這些味蕾的平均壽命估計為10天。

## 类型
大多数味蕾位于舌表面的突起结构上，这些突起结构被称为舌乳头。人的舌上有四种不同的舌乳头：
- 菌状乳头——其切面类似蘑菇，主要分布在舌尖
- 丝状乳头——呈细丝状，不含味蕾，数量最多。这些舌乳头有机械作用，但是没有味觉作用
- 叶状乳头——延伸向舌根部的沟和脊
- 轮廓乳头——大多数人只有3至14个这样的舌乳头，他们一般位于舌根部，排列成环状，位于界沟前。

目前已知的有五种不同的味觉：
- 甜、苦和鲜是通过G蛋白偶联受体来识别的
- 鹹和酸是通过离子通道来识别的

不同的味觉不是在舌的不同位置上被感受出来的。所有的味蕾均可识别所有的味道。

## 结构

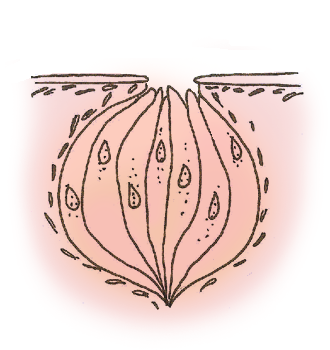
味蕾

味蕾呈瓶状，其主体位于真皮内部，通过一个位于上皮细胞之间的开口通向外界。
味蕾由支持细胞和味觉细胞组成。
- 支持细胞组成瓶的外壁，它们的排列犹如木桶的壁板，它们组成味蕾的外壁。同时在味蕾的内部在味觉细胞之间也有支持细胞存在。
- 味觉细胞位于味蕾的中央，它们是纺锤形的，在它们的中部有一个大的、球状的细胞核。

味蕾的开口部有纤毛似的结构。
味觉神经在进入味蕾后失去其髓鞘，其最细的端部位于味觉细胞之间。其它神经束中止于支持细胞之间，不过一般认为这些神经末端不参加味觉过程，而是普通的神经末端。

## 外部連接
- Taste Perception: Cracking the Code（页面存档备份，存于）
- Scientists Explore the Workings of Taste Buds（页面存档备份，存于） from National Public Radio's Talk of the Nation, July 22, 2005
- http://kidshealth.org/kid/talk/qa/taste_buds.html（页面存档备份，存于） For kids about taste buds!
- http://www.newser.com/story/103744/your-lungs-have-their-own-taste-buds.html（页面存档备份，存于）